# Dicranum densifolium
Dicranum densifolium är en bladmossart som först beskrevs av Johan Ångström, och fick sitt nu gällande namn av C. Müller 1896. Dicranum densifolium ingår i släktet kvastmossor, och familjen Dicranaceae. Inga underarter finns listade i Catalogue of Life.